# Nébuleuse E
La nébuleuse E, ou nébuleuse E de Barnard (Barnard 142 et 143), est une paire de nébuleuses obscures situées à environ 2 000 années-lumière de la Terre dans la constellation de l'Aigle. Elle s'étend sur une surface semblable à celle de la pleine Lune (~0,5 degré).